# Dejene Yirdaw
Dejene Yirdaw (21 agosto 1978) è un ex maratoneta etiope.

## Biografia
Dejene Yirdaw, nato il 21 di agosto del 1978 in Tulu Bolo, Etiopia, è un atleta etiope specializzato nella corsa su lunghe distanze, in particolare nella maratona. Ha rappresentato l'Etiopia nel Campionato Mondiale di Atletica del 2009.

## Palmarès
| Anno | Manifestazione | Sede    | Evento   | Risultato | Prestazione | Note |
| ---- | -------------- | ------- | -------- | --------- | ----------- | ---- |
| 2009 | Mondiali       | Berlino | Maratona | 15º       | 2h15'09"    |      |

## Altre competizioni internazionali[1]
2008
- Oro alla Maratona internazionale della pace ( Košice) - 2h10'51"

2009
- Argento alla Maratona di Seul ( Seul) - 2h08'30"

2010
- 7º alla Maratona di Dubai ( Dubai) - 2h10'50"

2013
- Bronzo alla Maratona di Valencia ( Valencia) - 2h09'55"

2015
- 12º alla Maratona di Marrakech ( Marrakech) - 2h15'12"